# 生殖器

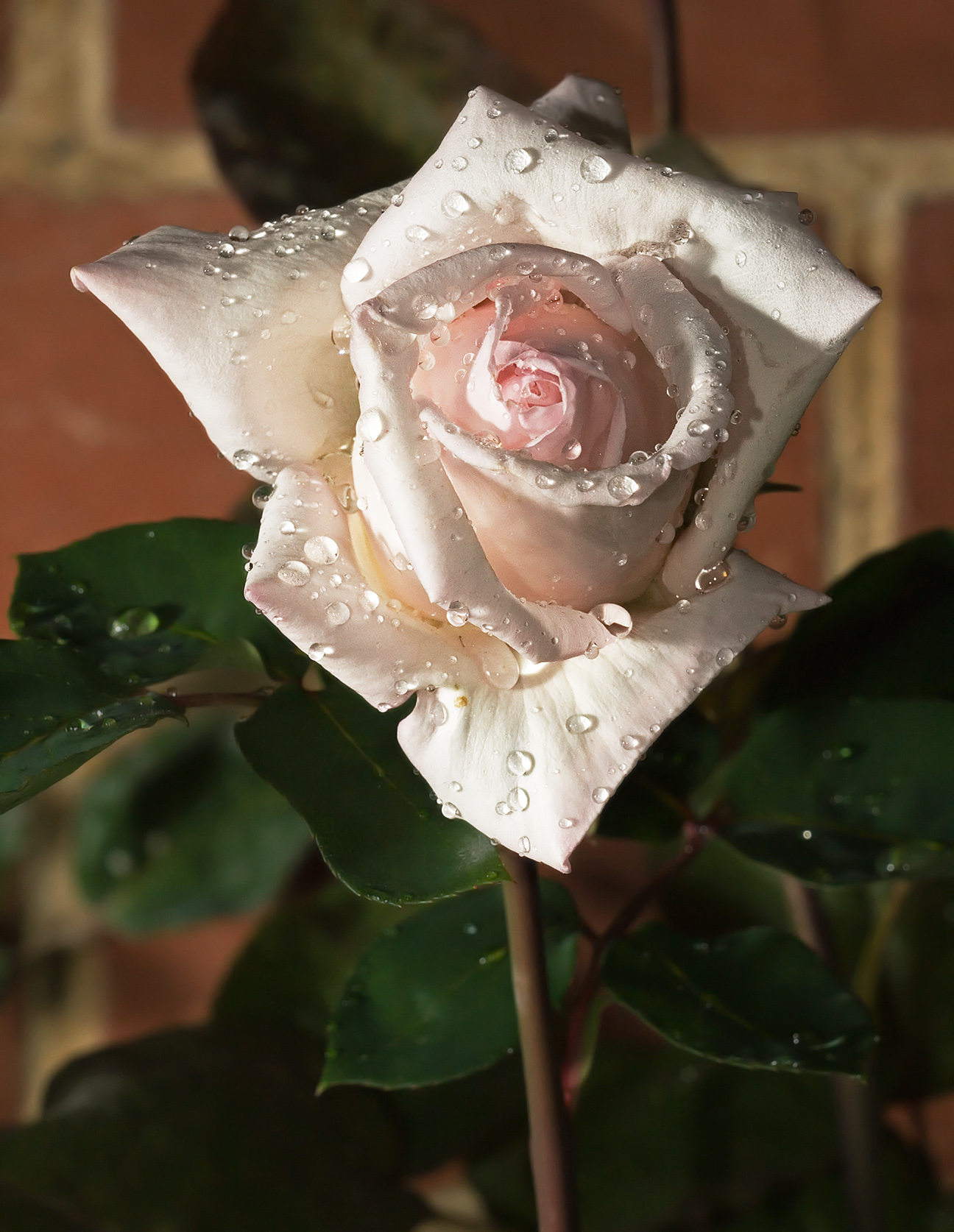
花朵是被子植物的繁殖器官。

生殖器（reproductive organ，genitalia）又称性器官（sex organ），是指在复杂生物体上任何与有性繁殖及组成生殖系统有关的组织（严格意义上，不一定都属于器官）。生殖腺又称性腺，是產生配子的器官，在人類身上是指睾丸與卵巢。
開花植物的性器官是花。 松柏門植物的性器官是松球，苔藓植物门、蕨類植物則以孢子囊為其性器官。
动物雄性的睾丸和雌性的卵巢，称为主性器官（primary sex organ），所有其他与性有关的器官，称为次性器官（secondary sex organ）。身体外部的性器官称为外生殖器（external genitalia，genitals），在动物两性出生时均可见；身体外部的性器官称为内生殖器（internal genitalia），不论动物两性，其为隐藏器官。
人类的外生殖器又称阴部，广义上，阴部另包括会阴。阴部名称源于中医典籍，“阴”指人体下部、内侧或隐蔽部位。

## 植物
孢子植物孢子体的雌性生殖器官为颈卵器，雄性生殖器官为精子器。种子植物的花、果实或种子。雄性生殖器官为雄蕊，雌性生殖器官为雌蕊。
但植物的繁殖不一定依赖这些器官或组织，例如無性生殖。

## 動物

### 昆蟲
昆虫的雌性生殖器官包括一对卵巢、二根侧输卵管(lateral oviduct)及中输卵管(median oviduct)。
雄性昆虫的生殖器官包括一对睾丸、一对输精管，一对储精囊(seminal vesicle)，射精管(ejaculatory duct)和雄性附腺。睾丸可能是椭圆形或叶状。
昆虫交配时，雄方将精液注入雌虫的生殖器管内，使精子储存於雌虫的受精囊中。蜻蜓以精液注于腹部基部的特殊交尾结构。

### 魚類
魚類有許多種不同的生殖方式，大部份的魚是卵生動物，且用體外受精的方式受精。雌魚的泄殖腔會排出大量稱為卵的配子到水中，而一條或多條雄魚會排出「魚白」（白色含有許多精子的液體）到未受精的卵上，以此方式進行受精。有些魚類也是卵胎生，利用尾鰭變成的插入器官進行體內受精，其作用類似人類的陰莖只有少部份的魚是胎生或卵胎生，一般會稱為胎鳉。

### 哺乳動物

女性生殖器官

在哺乳动物中，雌雄兩性的生殖器官是來自同一組來源。
在受孕幾週後，雌雄兩性的胚胎其生殖器官在解剖學上都一樣（雖然其性染色體不同），基本上類似雌性的生殖器官，擁有一對「泌尿生殖皺摺」，中間有一小隆起物，隆起物後有尿道。另外還有一對生殖腺位於體內。
在一般人類胚胎的發育過程中，（位於雄性染色體的）SRY基因會使生殖腺發育為睾丸，沒有SRY基因生殖腺則會發育為卵巢。在此之後，內生殖器與外生殖器的發育是由某些胚胎生殖腺分泌的荷爾蒙決定。如果生殖腺發育為睾丸，而睾丸分泌睪脂酮，而且細胞也對睾脂酮有反應，則外側皺摺會腫起，中線會融合以形成陰囊。隆起物會長大變直形成陰莖，皺摺內側會包住陰莖，中線會融合以形成陰莖尿道。出生後睾丸會下降入陰囊。如果生殖腺發育為卵巢，另外一套過程會形成雌性內外生殖器。
以上一般過程中出現特殊變化，就會形成程度不一的雌雄同體現象。